# Fußball-Club St. Pauli von 1910 2008-2009
Questa voce raccoglie le informazioni riguardanti il Fußball-Club St. Pauli von 1910 nelle competizioni ufficiali della stagione 2008-2009.

## Stagione
Nella stagione 2008-2009 il St. Pauli, allenato da Holger Stanislawski, concluse il campionato di 2. Bundesliga al 8º posto. In Coppa di Germania il St. Pauli fu eliminato al primo turno dal Erzgebirge Aue.

## Rosa
| N. |                     | Ruolo | Calciatore            |
| -- | ------------------- | ----- | --------------------- |
| 1  | Germania (bandiera) | P     | Patrik Borger         |
| 25 | Germania (bandiera) | P     | Mathias Hain          |
| 31 | Germania (bandiera) | P     | Benedikt Pliquett     |
| 22 | Germania (bandiera) | D     | Andreas Biermann      |
| 32 | Ghana (bandiera)    | D     | Davidson Eden         |
| 14 | Germania (bandiera) | D     | Marcel Eger           |
| 3  | Camerun (bandiera)  | D     | Marc Gouiffe á Goufan |
| 11 | Germania (bandiera) | D     | Ralph Gunesch         |
| 27 | Germania (bandiera) | D     | Jan-Philipp Kalla     |
| 2  | Germania (bandiera) | D     | Florian Lechner       |
| 4  | Germania (bandiera) | D     | Fabio Morena          |
| 24 | Germania (bandiera) | D     | Carsten Rothenbach    |
| 13 | Germania (bandiera) | D     | Benjamin Weigelt      |
| 17 | Germania (bandiera) | C     | Fabian Boll           |
| 19 | Germania (bandiera) | C     | Marius Browarczyk     |

| N. |                               | Ruolo | Calciatore       |
| -- | ----------------------------- | ----- | ---------------- |
| 5  | Germania (bandiera)           | C     | Björn Brunnemann |
| 8  | Germania (bandiera)           | C     | Florian Bruns    |
| 30 | Germania (bandiera)           | C     | Dennis Daube     |
| 35 | Germania (bandiera)           | C     | Ferdi Günter     |
| 23 | Canada (bandiera)             | C     | Junior Hoilett   |
| 18 | Germania (bandiera)           | C     | Alexander Ludwig |
| 10 | Germania (bandiera)           | C     | Thomas Meggle    |
| 12 | Germania (bandiera)           | C     | Timo Schultz     |
| 6  | Rep. Ceca (bandiera)          | C     | Filip Trojan     |
| 16 | Germania (bandiera)           | A     | Marius Ebbers    |
| 7  | Germania (bandiera)           | A     | Rouwen Hennings  |
| 26 | Francia (bandiera)            | A     | Morike Sako      |
| 9  | Germania (bandiera)           | A     | René Schnitzler  |
| 28 | Turchia (bandiera)            | A     | Ömer Şişmanoğlu  |
| 29 | Macedonia del Nord (bandiera) | A     | Ermir Zekiri     |

## Organigramma societario
Area tecnica
- Allenatore: Holger Stanislawski
- Allenatore in seconda: André Trulsen
- Preparatore dei portieri: Klaus-Peter Nemet
- Preparatori atletici: Ronald Wollmann

## Risultati

### 2. Bundesliga

#### Girone di andata
| Arbitro: | Fleischer |

|                     |           |                             |
| Bruns 5’ (rig.), 8’ | Marcatori | 39’ Reichenberger 69’ Fuchs |

| Arbitro: | Wagner |

|                                                                   |           |                      |
| Haas 18’ Takyi 50’ Allagui 77’ Schröck 85’ Felgenhauer 88’ (rig.) | Marcatori | 35’ Bruns 52’ Trojan |

| Arbitro: | Fischer |

|                                              |           |               |
| Ebbers 9’ Boll 27’ Schnitzler 45’ Trojan 67’ | Marcatori | 69’ Schlieter |

| Arbitro: | Schalk |

|                                                     |           |             |
| Jendrišek 39’ Džaka 61’ Hesse 64’ Bellinghausen 75’ | Marcatori | 50’ Hoilett |

| Arbitro: | Fritz |

|            |           |  |
| Trojan 23’ | Marcatori |  |

| Arbitro: | Kinhöfer |

|                            |           |  |
| Dorn 30’ Ćetković 71’, 87’ | Marcatori |  |

| Arbitro: | Brych |

|                           |           |                          |
| Ludwig 2’ Ebbers 45’, 46’ | Marcatori | 33’ Auer 60’ (rig.) Daun |

| Arbitro: | Christ |

|                                    |           |                        |
| Torghelle 58’ Möhrle 79’ Thurk 90’ | Marcatori | 49’ Ebbers 60’ Schultz |

| Arbitro: | Bandurski |

|                         |           |  |
| Brunnemann 57’ Boll 61’ | Marcatori |  |

| Arbitro: | Frank |

|              |           |                        |
| Kouemaha 51’ | Marcatori | 70’ Bruns 74’ Hennings |

| Arbitro: | Gräfe |

|                      |           |  |
| Gonçalves 48’ (aut.) | Marcatori |  |

| Arbitro: | Stark |

|                         |           |  |
| Türker 62’ Schlitte 65’ | Marcatori |  |

| Arbitro: | Kempter |

|                      |           |                               |
| Ebbers 35’ Bruns 42’ | Marcatori | 14’ Heithölter 31’ Großkreutz |

| Arbitro: | Metzen |

|                |           |                           |
| Borja 64’, 69’ | Marcatori | 30’ Ludwig 90’ Rothenbach |

| Arbitro: | Willenborg |

|                   |           |  |
| Ludwig 44’ (rig.) | Marcatori |  |

| Arbitro: | Welz |

|                              |           |                            |
| Ludwig 10’ Sako 84’ Eger 90’ | Marcatori | 39’ Vata 71’ (rig.) Mavrič |

| Arbitro: | Schößling |

|          |           |  |
| Noll 88’ | Marcatori |  |

#### Girone di ritorno
| Arbitro: | Winkmann |

|                       |           |                               |
| Geißler 21’ Peitz 66’ | Marcatori | 65’ Hennings 68’ (rig.) Bruns |

| Arbitro: | Schmidt |

|  |           |                                |
|  | Marcatori | 8’ Iličević 30’, 89’ Reisinger |

| Arbitro: | Steinhaus |

|                                |           |                        |
| Heppke 4’, 20’ Kaya 10’ (rig.) | Marcatori | 43’, 83’ (rig.) Trojan |

| Arbitro: | Kinhöfer |

|                            |           |  |
| Ludwig 62’ (rig.) Sako 87’ | Marcatori |  |

| Arbitro: | Walz |

|                                                            |           |             |
| Bender 7’ Schäffler 11’ Johnson 22’ Lauth 39’ Hoffmann 76’ | Marcatori | 33’ Hoilett |

| Arbitro: | Wingenbach |

|                                  |           |                      |
| Sako 53’ (rig.) Hoilett 72’, 84’ | Marcatori | 2’ Myntti 5’ Bartels |

| Arbitro: | Welz |

|            |           |                             |
| Müller 68’ | Marcatori | 17’, 49’ Hoilett 56’ Ludwig |

| Arbitro: | Henschel |

|            |           |            |
| Ebbers 70’ | Marcatori | 76’ Werner |

| Arbitro: | Fandel |

|                           |           |           |
| Šimac 18’, 69’ Öztürk 77’ | Marcatori | 2’ Ebbers |

| Arbitro: | Schriever |

|                            |           |                           |
| Sako 26’ Ludwig 90’ (rig.) | Marcatori | 58’ Kouemaha 75’ Brzenska |

| Arbitro: | Willenborg |

|                       |           |  |
| Bieler 39’ Mintál 64’ | Marcatori |  |

| Arbitro: | Schößling |

|                |           |                           |
| Brunnemann 42’ | Marcatori | 63’ Butscher 77’ Idrissou |

| Arbitro: | Dingert |

|          |           |  |
| Naki 87’ | Marcatori |  |

| Arbitro: | Brych |

|                 |           |  |
| Ludwig 31’, 63’ | Marcatori |  |

| Arbitro: | Drees |

|  |           |            |
|  | Marcatori | 86’ Ludwig |

| Arbitro: | Gräfe |

|                    |           |            |
| Šukalo 2’ Vata 37’ | Marcatori | 32’ Ebbers |

| Arbitro: | Winkmann |

|                 |           |  |
| Ebbers 44’, 52’ | Marcatori |  |

### Coppa di Germania
| Arbitro: | Gräfe |

|                                      |                      |                                   |
| Müller Yiğituşağı Glasner Kos Paulus | Tiri di rigore 5 – 4 | Bruns Ludwig Trojan Morena Ebbers |

## Statistiche

### Statistiche di squadra
| Competizione      | Punti | In casa | In casa | In casa | In casa | In casa | In casa | In trasferta | In trasferta | In trasferta | In trasferta | In trasferta | In trasferta | Totale | Totale | Totale | Totale | Totale | Totale | DR |
| Competizione      | Punti | G       | V       | N       | P       | Gf      | Gs      | G            | V            | N            | P            | Gf           | Gs           | G      | V      | N      | P      | Gf     | Gs     | DR |
| ----------------- | ----- | ------- | ------- | ------- | ------- | ------- | ------- | ------------ | ------------ | ------------ | ------------ | ------------ | ------------ | ------ | ------ | ------ | ------ | ------ | ------ | -- |
| 2. Bundesliga     | 48    | 17      | 11      | 4       | 2       | 32      | 19      | 17           | 3            | 2            | 12           | 20           | 40           | 34     | 14     | 6      | 14     | 52     | 59     | -7 |
| Coppa di Germania | -     | 0       | 0       | 0       | 0       | 0       | 0       | 1            | 0            | 1            | 0            | 0            | 0            | 1      | 0      | 1      | 0      | 0      | 0      | 0  |
| Totale            | -     | 17      | 11      | 4       | 2       | 32      | 19      | 18           | 3            | 3            | 12           | 20           | 40           | 35     | 14     | 7      | 14     | 52     | 59     | -7 |

### Andamento in campionato
| Giornata  | 1 | 2  | 3 | 4  | 5 | 6  | 7 | 8  | 9  | 10 | 11 | 12 | 13 | 14 | 15 | 16 | 17 | 18 | 19 | 20 | 21 | 22 | 23 | 24 | 25 | 26 | 27 | 28 | 29 | 30 | 31 | 32 | 33 | 34 |
| --------- | - | -- | - | -- | - | -- | - | -- | -- | -- | -- | -- | -- | -- | -- | -- | -- | -- | -- | -- | -- | -- | -- | -- | -- | -- | -- | -- | -- | -- | -- | -- | -- | -- |
| Luogo     | C | T  | C | T  | C | T  | C | T  | C  | T  | C  | T  | C  | T  | C  | C  | T  | T  | C  | T  | C  | T  | C  | T  | C  | T  | C  | T  | C  | T  | C  | T  | T  | C  |
| Risultato | N | P  | V | P  | V | P  | V | P  | V  | V  | V  | P  | N  | N  | V  | V  | P  | N  | P  | P  | V  | P  | V  | V  | N  | P  | N  | P  | P  | P  | V  | V  | P  | V  |
| Posizione | 8 | 17 | 7 | 11 | 8 | 11 | 9 | 11 | 10 | 7  | 4  | 7  | 7  | 7  | 5  | 5  | 7  | 7  | 9  | 9  | 8  | 8  | 7  | 7  | 7  | 8  | 8  | 8  | 8  | 8  | 8  | 8  | 8  | 8  |

Legenda:

Luogo: C = Casa; T = Trasferta. Risultato: V = Vittoria; N = Pareggio; P = Sconfitta.

### Statistiche dei giocatori
| Giocatore     | 2. Bundesliga | 2. Bundesliga | 2. Bundesliga | 2. Bundesliga | Coppa di Germania | Coppa di Germania | Coppa di Germania | Coppa di Germania | Totale   | Totale | Totale      | Totale     |
| Giocatore     | Presenze      | Reti          | Ammonizioni   | Espulsioni    | Presenze          | Reti              | Ammonizioni       | Espulsioni        | Presenze | Reti   | Ammonizioni | Espulsioni |
| ------------- | ------------- | ------------- | ------------- | ------------- | ----------------- | ----------------- | ----------------- | ----------------- | -------- | ------ | ----------- | ---------- |
| P. Borger     | 1             | 0             | 0             | 0             | -                 | -                 | -                 | -                 | 1        | 0      | 0           | 0          |
| M. Hain       | 32            | 0             | 4             | 0             | 1                 | 0                 | 0                 | 0                 | 33       | 0      | 4           | 0          |
| B. Pliquett   | 1             | 0             | 0             | 0             | -                 | -                 | -                 | -                 | 1        | 0      | 0           | 0          |
| A. Biermann   | 1             | 0             | 0             | 0             | -                 | -                 | -                 | -                 | 1        | 0      | 0           | 0          |
| D. Eden       | 8             | 0             | 1             | 0             | -                 | -                 | -                 | -                 | 8        | 0      | 1           | 0          |
| M. Eger       | 28            | 1             | 6             | 2             | 1                 | 0                 | 0                 | 1                 | 29       | 1      | 6           | 3          |
| M. Goufan     | 7             | 0             | 1             | 2             | 1                 | 0                 | 1                 | 0                 | 8        | 0      | 2           | 2          |
| R. Gunesch    | 28            | 0             | 0             | 0             | -                 | -                 | -                 | -                 | 28       | 0      | 0           | 0          |
| J. Kalla      | 16            | 0             | 4             | 0             | -                 | -                 | -                 | -                 | 16       | 0      | 4           | 0          |
| F. Lechner    | 10            | 0             | 0             | 0             | -                 | -                 | -                 | -                 | 10       | 0      | 0           | 0          |
| F. Morena     | 18            | 0             | 3             | 1             | 1                 | 0                 | 0                 | 0                 | 19       | 0      | 3           | 1          |
| C. Rothenbach | 26            | 1             | 4             | 0             | 1                 | 0                 | 0                 | 0                 | 27       | 1      | 4           | 0          |
| B. Weigelt    | 14            | 0             | 2             | 0             | 1                 | 0                 | 0                 | 0                 | 15       | 0      | 2           | 0          |
| F. Boll       | 26            | 2             | 6             | 0             | 1                 | 0                 | 0                 | 0                 | 27       | 2      | 6           | 0          |
| M. Browarczyk | -             | -             | -             | -             | -                 | -                 | -                 | -                 | -        | -      | -           | -          |
| B. Brunnemann | 25            | 2             | 4             | 0             | -                 | -                 | -                 | -                 | 25       | 2      | 4           | 0          |
| F. Bruns      | 30            | 6             | 4             | 0             | 1                 | 0                 | 0                 | 0                 | 31       | 6      | 4           | 0          |
| D. Daube      | 3             | 0             | 0             | 0             | -                 | -                 | -                 | -                 | 3        | 0      | 0           | 0          |
| F. Günter     | 2             | 0             | 0             | 0             | -                 | -                 | -                 | -                 | 2        | 0      | 0           | 0          |
| J. Hoilett    | 26            | 6             | 4             | 0             | 1                 | 0                 | 0                 | 0                 | 27       | 6      | 4           | 0          |
| A. Ludwig     | 32            | 10            | 6             | 0             | 1                 | 0                 | 0                 | 0                 | 33       | 10     | 6           | 0          |
| T. Meggle     | 5             | 0             | 0             | 0             | -                 | -                 | -                 | -                 | 5        | 0      | 0           | 0          |
| T. Schultz    | 27            | 1             | 10            | 0             | -                 | -                 | -                 | -                 | 27       | 1      | 10          | 0          |
| F. Trojan     | 20            | 5             | 3             | 0             | 1                 | 0                 | 1                 | 0                 | 21       | 5      | 4           | 0          |
| M. Ebbers     | 24            | 10            | 3             | 1             | 1                 | 0                 | 0                 | 0                 | 25       | 10     | 3           | 1          |
| R. Hennings   | 21            | 2             | 0             | 0             | 1                 | 0                 | 0                 | 0                 | 22       | 2      | 0           | 0          |
| M. Sako       | 21            | 4             | 5             | 1             | 1                 | 0                 | 1                 | 0                 | 22       | 4      | 6           | 1          |
| R. Schnitzler | 12            | 1             | 1             | 0             | -                 | -                 | -                 | -                 | 12       | 1      | 1           | 0          |
| Ö. Şişmanoğlu | 10            | 0             | 0             | 0             | -                 | -                 | -                 | -                 | 10       | 0      | 0           | 0          |
| E. Zekiri     | -             | -             | -             | -             | -                 | -                 | -                 | -                 | -        | -      | -           | -          |